# شهرستان الگرنان، بخش کاستر، نبرسکا
شهرستان الگرنان، بخش کاستر، نبرسکا (به انگلیسی: Algernon Township, Custer County, Nebraska) یک منطقهٔ مسکونی در ایالات متحده آمریکا است که در نبراسکا واقع شده‌است.

## خصوصیات
شهرستان الگرنان ۲۳۹٫۳ کیلومترمربع مساحت و ۳۳۲ نفر جمعیت دارد و ۶۹۵ متر بالاتر از سطح دریا واقع شده‌است.